# PHOTOGRAPHS
| 専門評論家によるレビュー | 専門評論家によるレビュー |
| レビュー・スコア         | レビュー・スコア         |
| 出典                     | 評価                     |
| ------------------------ | ------------------------ |
| Allmusic                 | [ 1 ]                    |

『Photographs』（フォトグラフス）は日本のフュージョンバンドの、カシオペアの9枚目のアルバム。

## 解説
収録に先立ち、メンバーがそれぞれのインスピレーションを得るため世界各地への旅行へ向かった（野呂＝インド、向谷＝ヨーロッパなど）。その成果を持ち寄ることによる新たな可能性が当アルバムのコンセプトであったが、結果的には"CROSS POINT"以降のサウンドを継承し「ダズリング」や「ラヴ・ユー・デイ・バイ・デイ」等の野呂や桜井のスキャットやヴォーカル、さらにサンプリングキーボードのイミュレーターを使いカシオペアで初めてサンプリング等の手法を導入しカラフルなサウンドメイクにより、キャッチーな曲の多さと相まってそれまで以上にカシオペアのポップな側面が際立つ作品となっている。
バンドがポップ路線へと転換を果たした以降のファンの間で人気が高く「ルッキング・アップ」、「ミスティ・レディ」はその後のライブでも頻繁に演奏された。

## 収録曲
| #         | タイトル                                       | 作詞      | 作曲     | 時間 |
| --------- | ---------------------------------------------- | --------- | -------- | ---- |
| 1.        | 「ルッキング・アップ」(Looking Up)             |           | 野呂一生 | 4:25 |
| 2.        | 「ダズリング」(Dazzling)                       |           | 野呂一生 | 4:16 |
| 3.        | 「ロング・ターム・メモリー」(Long Term Memory) |           | 野呂一生 | 4:15 |
| 4.        | 「ストラッセ」(Strasse)                        |           | 向谷実   | 3:40 |
| 5.        | 「アウト・ドライヴ」(Out Drive)                |           | 渡辺貞夫 | 3:38 |
| 合計時間: | 合計時間:                                      | 合計時間: | 20:14    |      |

| #         | タイトル                                              | 作詞      | 作曲     | 時間 |
| --------- | ----------------------------------------------------- | --------- | -------- | ---- |
| 1.        | 「ミスティ・レディ」(Misty Lady)                      |           | 野呂一生 | 3:45 |
| 2.        | 「ラヴ・ユー・デイ・バイ・デイ」(Love You Day By Day) |           | 櫻井哲夫 | 4:02 |
| 3.        | 「スパイス・ロード」(Spice Road)                      |           | 野呂一生 | 4:33 |
| 4.        | 「フルーツ・サラダ・サンデイ」(Fruit Salad Sunday)    |           | 神保彰   | 3:59 |
| 5.        | 「フロム・オーヴァー・ザ・スカイ」(From Over The Sky) |           | 野呂一生 | 4:05 |
| 合計時間: | 合計時間:                                             | 合計時間: | 20:24    |      |

## 参加ミュージシャン
CASIOPEA
野呂一生 - エレクトリックギター (YAMAHA SG-2000, SG-1000 Fretless)、エレクトリック・アコースティック・ギター、シタール、Amdek Percussion Synthesizer、Prophet-10、Linn LM-1、ボーカル (A2, B2)
向谷実 - キーボード (YAMAHA GS-1, DX-9, CS-70M, CP-35, Moog the SOURCE, ROLAND VP-330, Prophet-10, Oberheim OB-Xa, Emulator, Linn LM-1)
櫻井哲夫 - ベース (YAMAHA BB-2000 Milk Bass, Kramer OMZ-6000B)、ボーカル (B2)
神保彰 - ドラム (YAMAHA YD-9000 RG)、パーカッション、 Amdek Percussion Synthesizer、Linn LM-1

## 制作クレジット
- プロデューサー - 宮住俊介、野呂一生

- レコーディング・エンジニア - 吉沢典夫
- アシスタント・エンジニア - Shinji Miyoshi
- リミックス・エンジニア - 吉沢典夫、野呂一生
- マスタリング・エンジニア - 小林光晴

- アート・ディレクション - Kaoru Watanabe
- カバー・デザイン - Kaoru Watanabe, Hiroyasu Yoshioka, Katsunori Hironaka
- 写真 - Kohei Onishi
- スタイリスト - Makiko Nakamura
- ヘアー・メイクアップ - Mitzi(JET)

- リマスタリング - 鈴木浩二 (2016/7/27 ハイリゾ版)

## 受賞履歴
- 第25回日本レコード大賞  '83アルバムベスト10

## リリース日一覧
| 地域 | リリース日     | レーベル                       | 規格                      | カタログ番号                | 備考                            |
| ---- | -------------- | ------------------------------ | ------------------------- | --------------------------- | ------------------------------- |
| 日本 | 1983年4月23日  | アルファレコード               | 30cmLP                    | ALR-28049                   |                                 |
| 日本 | 1983年11月28日 | アルファレコード               | 12cmCD                    | 38XA-3                      |                                 |
| 日本 | 1987年1月25日  | アルファレコード               | 12cmCD                    | 32XA-111                    |                                 |
| 日本 | 1992年3月21日  | アルファレコード               | 12cmCD                    | ALCA-279                    |                                 |
| 日本 | 1994年7月27日  | アルファレコード               | 12cmCD                    | ALCA-9009                   |                                 |
| 日本 | 1998年8月29日  | アルファレコード               | 12cmCD                    | ALCA-9204                   |                                 |
| 日本 | 2002年1月23日  | ヴィレッジ・レコード           | デジタルリマスター 12cmCD | VRCL-2209                   | DSD, 紙ジャケ                   |
| 日本 | 2002年2月14日  | ヴィレッジ・レコード           | デジタルリマスター 12cmCD | VRCL-2229                   | DSD                             |
| 日本 | 2009年5月27日  | ソニー・ミュージックダイレクト | デジタルリマスター 12cmCD | MHCL-20011                  | DSD, ブルースペックCD, 紙ジャケ |
| 日本 | 2016年2月3日   | ソニー・ミュージックダイレクト | デジタル・ダウンロード    | 1076213357                  | iTunes Store                    |
| 日本 | 2016年2月3日   | ソニー・ミュージックダイレクト | デジタル・ダウンロード    | 4582290414027               | mora AAC-LC 320kbps             |
| 日本 | 2016年2月3日   | ソニー・ミュージックダイレクト | デジタル・ダウンロード    | A1003862520                 | レコチョク AAC 128/320kbps      |
| 日本 | 2016年2月3日   | ソニー・ミュージックダイレクト | デジタル・ダウンロード    | B01B5ATTUA                  | Amazon.co.jp                    |
| 日本 | 2016年2月3日   | ソニー・ミュージックダイレクト | デジタル・ダウンロード    | B4srhtcoeeoavgecyxieqnmyudy | Google Play Music               |
| 日本 | 2016年7月27日  | ソニー・ミュージックダイレクト | デジタル・ダウンロード    | 4582290418865               | mora DSD 2.8MHz/1bit            |
| 日本 | 2016年7月27日  | ソニー・ミュージックダイレクト | デジタル・ダウンロード    | smj4582290418865/           | e-onkyo DSD 2.8MHz/1bit         |
| 日本 | 2016年7月27日  | ソニー・ミュージックダイレクト | デジタル・ダウンロード    | 11185                       | HD-music DSD 2.8MHz/1bit        |
| 日本 | 2016年7月27日  | ソニー・ミュージックダイレクト | デジタル・ダウンロード    | 4582290418858               | mora FLAC 96.0kHz/24bit         |
| 日本 | 2016年7月27日  | ソニー・ミュージックダイレクト | デジタル・ダウンロード    | A2000673649                 | レコチョク FLAC 96kHz 24bit     |
| 日本 | 2016年7月27日  | ソニー・ミュージックダイレクト | デジタル・ダウンロード    | smj4582290418858            | e-onkyo FLAC 96kHz 24bit        |
| 日本 | 2016年7月27日  | ソニー・ミュージックダイレクト | デジタル・ダウンロード    | 11174                       | HD-music FLAC 96kHz/24bit       |
| 日本 | 2016年7月27日  | ソニー・ミュージックダイレクト | デジタル・ダウンロード    | bc1490781cf74f4ce886        | AWA 320kbps                     |
| 日本 | 2016年11月10日 | ソニー・ミュージックダイレクト | デジタル・ダウンロード    | 1MxF83wb0VOoCCPRVKOeVy      | Spotify                         |